# Flack
Flack –  brytyjsko-amerykański serial telewizyjny (komediodramat) wyprodukowany przez CASM Films oraz Hat Trick Productions, którego twórcą jest Oliver Lansley. Serial jest koprodukcją amerykańskiej stacji Pop oraz brytyjskiej stacji W, który jest emitowany od 21 lutego 2019 roku.
Fabuła serialu opowiada o Robyn, amerykańskiej pracownicy PR w Londynie, której praca rujnuje jej życie prywatne.

## Obsada

### Główna
- Anna Paquin jako Robyn
- Sophie Okonedo jako Caroline
- Genevieve Angelson jako Ruth
- Lydia Wilson jako Eve
- Rebecca Benson jako Melody
- Arinze Kene jako Sam
- Marc Warren jako Tom
- Rufus Jones jako Mark
- Andrew Leung jako Craig

### Gościnne występy
- Bradley Whitford jako Calvin Cooper
- Max Beesley jako Anthony Henderson
- Alan Davies jako Dan Proctor
- Rebecca Root jako Allie Gregs
- Amanda Abbington jako Alexa
- Katherine Kelly jako Brooke Love-Wells

## Odcinki
| Nr | Tytuł   | Reżyseria      | Scenariusz     | Premiera w Pop |
| -- | ------- | -------------- | -------------- | -------------- |
| 1  | Anthony | Peter Cattaneo | Oliver Lansley | 21 lutego 2019 |
| 2  | Summer  | Peter Cattaneo | Oliver Lansley | 28 lutego 2019 |
| 3  | Dan     | Peter Cattaneo | Oliver Lansley | 7 marca 2019   |
| 4  | Brooke  | George Kane    | Oliver Lansley | 14 marca 2019  |
| 5  | Rodney  | George Kane    | Oliver Lansley | 21 marca 2019  |
| 6  | Patrick | George Kane    | Oliver Lansley | 28 marca 2019  |